# Denticerus aureoapicalis
Denticerus aureoapicalis là một loài bọ cánh cứng trong họ Cerambycidae.